# Creatonotos albina
Creatonotos albina är en fjärilsart som beskrevs av Daniel 1971. Creatonotos albina ingår i släktet Creatonotos och familjen björnspinnare. Inga underarter finns listade i Catalogue of Life.